# Hideki Tojo
Hideki Tōjō Kyūjitai: 東條 英機; Shinjitai: 東条 英機), född 30 december 1884 i Tokyo, död 23 december 1948 i Tokyo, var en japansk general och premiärminister (1941–1944).

## Familj
Tōjō föddes i stadsdelen Kōjimachi i Tokyo i det som idag är Chiyoda kommun, som tredje (men äldsta överlevande) son till generallöjtnant Tōjō Hidenori (Tōjō Eikyo). Han var gift med Katsu, dotter till Mantaro Ito.

## Militär karriär
Efter examen från militärskola började Tōjō sin karriär som fänrik 1905. 1915 tog han examen vid militärhögskolan och stannade sedan kvar som undervisande officer, för att 1919 utses till militärattaché i Tyskland och 1922 återvända till militärskolan som lärare. Han tjänstgjorde också som chef för krigsmaktens mobiliseringssektion, chef för ett infanteriregemente och sektionschef på generalstaben innan han blev befälhavare över 24. infanteribrigaden. Efter ett år som brigadchef befordrades Tojo 1935 till generallöjtnant och utnämndes till chef för gendarmeriet och polisministeriet i marionettstaten Manchukuo. 1937 utsågs han till stabschef för de japanska trupperna i Manchukuo och 1938 utnämndes han till biträdande krigsminister i Japan. Han var också under kriget (–1941) chef för den japanska säkerhetstjänsten. 

## Politisk karriär
Under 1920-talet engagerade sig Tōjō i konservativa ultranationalistiska militärkretsar. Han var medlem i den grupp av höga militärer som tryckte på för att Japan skulle gå i krig mot slutet av 1930-talet. I egenskap av försvarsminister 1940 var han av central betydelse för det japanska beslutet att ingå allians med Nazityskland och Italien. 1941 hade han utsetts till premiärminister och högste befälhavare för hela den kejserliga krigsmakten, en så dominerande samhällsinstitution vid denna tid, att de två posterna i förening i praktiken gjorde Tojo till diktator över Japan. Det har emellertid debatterats om Tōjōs makt framställts som större än den var för att skydda kejsar Hirohito som de allierade inte ställde till svars för något ansvar under kriget. Tōjō tvingades avgå 18 juli 1944 efter en serie katastrofala motgångar i andra världskriget.

## Efter kriget
Efter Japans kapitulation gjorde Tōjō ett misslyckat försök att begå självmord genom att skjuta sig i bröstet med en revolver, men arresterades och ställdes inför domstol som krigsförbrytare. 
Vid Tokyoprocessen, Japans motsvarighet till Nürnbergprocessen, försökte de åtalade på intet sätt att skylla ifrån sig och hävda att de endast hade följt givna order. Den specialdomstol som sattes upp av segrarmakterna efter kriget, Internationella militärtribunalen för Fjärran Östern (Tokyoprocessen), åtalade och dömde Tōjō för anfallskrig, krig i strid med internationell rätt, anfallskrig mot Kina, anfallskrig mot Förenta Staterna, anfallskrig mot Storbritannien och samväldet, anfallskrig mot Nederländerna, anfallskrig mot Frankrike, samt för sin inblandning i den inhumana behandlingen av krigsfångar. 
Tōjō dömdes till döden den 12 november 1948 och avrättades genom hängning en dryg månad senare, en vecka innan han skulle fyllt 64. Tōjōs aska kom, tillsammans med elva andra japanska krigsförbrytare av klass A (brott mot freden), att urnsättas i Yasukuni-templet 1978, något som sedan 1979 varit ett ständigt återkommande skäl till ilska, bitterhet och officiella protester från de östasiatiska grannländerna.